# Supercell
Supercell — фінська компанія, яка займається розробкою відеоігор для мобільних пристроїв.

## Історія
Заснована 14 травня 2010 року в Гельсінкі, Фінляндія. Генеральним директором компанії став Ілкка Паананен. Дебютною грою компанії була Gunshine.net. У 2011 році Supercell почала розробку ігор для мобільних пристроїв і відтоді повністю випустила п'ять ігор: Clash of Clans, Clash Royale, Brawl Stars, Hay Day і Boom Beach. 
Freemium ігри виявились дуже успішними для компанії, приносячи дохід в середньому по $2,4 млн в день (на 2013 рік).
Battle Buddies була вилучена з магазину ігор, через погану монетизацію, незважаючи на позитивні відгуки від критиків.
Accel Partners інвестувала $12 млн в Supercell у 2011 році.
У жовтні 2013 року було оголошено, що японська компанія GungHo Online Entertainment та її батько SoftBank придбали 51% акцій компанії, як повідомлялося, за $2,1 млрд. 1 червня 2015 року Softbank придбав додаткову 22,7% частку в Supercell, і тепер володіє 73,2% компанії та стає єдиним зовнішнім акціонером.
У 2014 році Supercell випустила Boom Beach на iOS та Android. Ця гра набула популярності у зв'язку з великою рекламною кампанією.

## Ігри

### Підтримувані
- Hay Day (2012)
- Clash of Clans (2012)
- Boom Beach (2013)
- Clash Royale (2016)
- Brawl Stars (2018)
- Squad Busters (2024)

### Ігри в бета-тесті
- Немає

### Анонсовані ігри
- Clash Heroes (2021)

### Непідтримувані і скасовані
- Gunshine.net (пізніше відома як Zombies Online) — перша і не мобільна гра Supercell, яка була випущена у 2011 році[11]. Сервери гри були закриті 30 листопада 2012 року[12].
- Pets vs Orcs — перша мобільна гра компанії, яка була доступна для завантажувань трохи більше місяця у 2012 році[13].
- Battle Buddies — друга мобільна гра компанії, яка була м'яко запущена в ряді країн у 2012 році, але була закрита в кінці того ж року[14].
- Spooky Pop — запущена в Канаді у 2014 році[15] і скасована у 2015 році[16].
- Smash Land — запущена в Канаді та Австралії на початку квітня 2015 року[17]. Скасована в липні того ж року[18].
- Rush Wars — мобільна гра створена Supercell в жовтні 2019 року, сервери закриті в грудні 2019.[19]
- Clash Quest — була у бета-тесті з квітня 2021 та закрита у серпні 2022 року.[20]
- Clash Mini-розроблена в 2021 і була закрита в квітні 2024.[21][22]

## Supercell та Росія
9 березня 2022 року у зв'язку з повномасштабною війною в Україні, розв'язаною Путінським режимом, компанія видалила свої ігри з магазинів додатків Google Play і App Store в Росії та Білорусі, обмежила придбання внутрішньо ігрових предметів[a], а також після оновлень закрила доступ до своїх ігор гравців із цих країн. Крім цього, компанія пожертвувала 1 мільйон євро, щоб допомогти вирішити гуманітарну кризу в Україні.
25 квітня 2023 року остаточно заблокувало доступ. Нове повідомлення студії простору повідомляє: "Доступ до всіх ігор Supercell для користувачів з Росії та Білорусі буде перерваний протягом весни 2023 року".